# Rudolf Stockar
Rudolf Stockar (Milano, 25 dicembre 1965) è un geologo e paleontologo svizzero.
È collaboratore scientifico, conservatore per la geologia e paleontologia, presso il Museo cantonale di storia naturale (Cantone Ticino, Svizzera).

## Biografia
Nato in Italia da famiglia svizzera, si è laureato in Scienze geologiche con votazione di 110 e lode presso l'Università degli Studi di Genova nel 1990. Nel 2012 ha conseguito il dottorato di ricerca in Geoscienze e Ambiente presso l'Università di Losanna con una tesi sulla stratigrafia e paleoecologia del Triassico Medio del Monte San Giorgio.

## Riconoscimenti
- Nel 2007 gli è stata dedicata la specie Nemkovella stockari Less & Özcan, 2007 (Foraminifera)[2]
- Il 9 novembre 2018 gli è stata conferito il Premio Friedrich von Alberti per le sue attività di ricerca e divulgazione relative alla geologia e paleontologia delle Alpi Meridionali e del Monte San Giorgio in particolare.